# Osterby (powiat Rendsburg-Eckernförde)
Osterby (duń. Østerby) – miejscowość i gmina w Niemczech, w kraju związkowym Szlezwik-Holsztyn, w powiecie Rendsburg-Eckernförde, wchodzi w skład  urzędu Hüttener Berge.